# Portada/efemèride abril 11
Ferdinand Lassalle
« 10 d'abril · 11 d'abril · 12 d'abril »